# دیزج حاتم‌خان
دیزج حاتم‌خان، روستایی است از توابع بخش حاجیلار شهرستان چایپاره در استان آذربایجان غربی ایران.

## جمعیت
این روستا در دهستان حاجیلار جنوبی قرار داشته و بر اساس سرشماری سال ۱۳۸۵ جمعیت آن ۲۹۷نفر (۶۹ خانوار) 
بوده است.